# Trisomía
En genética, una trisomía es la existencia de un cromosoma extra en un organismo diploide: en vez de un par homólogo de cromosomas es un triplete (2 + 1 cromosomas).
Los efectos de las trisomías van en paralelo a los de las monosomías. La adición de un cromosoma extra da lugar a individuos algo más viables que en el caso de la pérdida de un cromosoma. La variación de los cromosomas sexuales del tipo trisomía tiene un efecto menos grave en el fenotipo que las variaciones autosómicas. En la especie humana, la adición de un cromosoma extra X o Y a una mujer o un varón da lugar a individuos viables que presentan diversos síndromes (como el síndrome de Klinefelter, el síndrome del triple X o el síndrome del XYY). La adición de un autosoma grande a la dotación diploide tiene graves efectos y normalmente es letal durante su desarrollo.
Tanto en vegetales como en animales, las trisomías se pueden detectar mediante observación citológica de la división meiótica. Ya que hay tres copias de uno de los cromosomas, las configuraciones de apareamiento son normalmente irregulares.
En una región dada a lo largo del cromosoma sólo dos de los tres homólogos pueden establecer sinapsis, aunque regiones diferentes del trío pueden estar apareadas. Cuando están en sinapsis tres copias de un cromosoma, la configuración se denomina trivalente. En algunos casos, en lugar de un trivalente se puede encontrar un bivalente y un univalente (un cromosoma no emparejado) en la primera división meiótica. Así, la meiosis produce gametos con una  cromosómica de (n + 1), que puede perpetuar la situación trisómica.

## Trisomías en seres humanos
Las trisomías autosómicas más frecuentes en humanos que sobreviven al nacimiento son:
- Trisomía 22
- Trisomía 21 (síndrome de Down)
- Trisomía 18 (síndrome de Edwards)
- Trisomía 13 (síndrome de Patau)
- Trisomía 9
- Trisomía 8 (síndrome de Warkany 2)

De éstas, las trisomías 21 y 18 son las más comunes.
Las trisomías que afectan a cromosomas sexuales son las siguientes:
- XXX (síndrome del triple X)
- XXY (síndrome de Klinefelter)
- XYY (síndrome del XYY)

Comparadas con las trisomías que afectan a los autosomas, las trisomías en cromosomas sexuales tiene generalmente menos consecuencias para la salud de los individuos, incluso pueden no padecer síntomas y tener una esperanza de vida normal.

## Síndrome de Down
La única trisomía autosómica de la especie humana de la que sobrevive un número significativo de individuos más allá del año después del nacimiento fue descubierta por John Langdon Haydon Down en 1866. El síndrome es consecuencia de la trisomía del cromosoma 21, perteneciente al grupo G de los grupos cromosómicos del cariotipo humano, y se llama síndrome de Down (o «trisomía del 21»).
Las personas con esta condición presentan estatura baja, cabeza redondeada, frente alta y aplanada, y lengua y labios secos y fisurados. Presentan epicanto, pliegue de piel en la esquina interna de los ojos. Las palmas de las manos muestran un único pliegue transversal, y las plantas de los pies presentan un pliegue desde el talón hasta el primer espacio interdigital (entre los dos primeros dedos). En muchos casos padecen cardiopatías congénitas y tienden a desarrollar leucemia.
El cociente de inteligencia varía desde 20 hasta 60 pero bajo un programa de intervención y de estimulación temprana estos individuos pueden alcanzar un desarrollo cognitivo significativo.
La incidencia global del síndrome de Down se aproxima a 1 de cada 700 nacimientos, pero el riesgo varía de acuerdo con la edad de la madre. La incidencia en madres de 25 años es de 1 cada 1250 nacidos vivos; en madres de 30 años es de 1 por 1000; en madres de 35 años es de 1 por 400; en madres de 40 años es de 1 por 100; en madres de 45 años es de 1 por 30.
Para detectar la anormalidad cromosómica durante el periodo prenatal se pueden emplear la amniocentesis y la biopsia de vellosidades coriónicas. Algunas alteraciones sanguíneas maternas pueden sugerir la gestación de un hijo con síndrome de Down: niveles bajos de alfa-fetoproteína y niveles anormales de estriol no conjugado y gonadotropina coriónica humana.
La anomalía cromosómica causante de la mayoría de los casos de síndrome de Down (95 %) es la trisomía 21 libre, la cual presenta tres copias de este cromosoma. Por tanto, los pacientes presentan 47 cromosomas en vez de 46 (cifra normal del genoma humano) en todas sus células. Esta anomalía es consecuencia de la falla en la separación de los cromosomas durante la división celular. En un tipo menos frecuente de síndrome de Down, producido por translocación, parte del material genético de uno de los cromosomas 21 se queda adherido a otro cromosoma (generalmente el 14). En otro tipo de síndrome de Down menos frecuente, los individuos presentan alteraciones cromosómicas solo en algunas células de su organismo, no en todas; en este caso se dice que presentan mosaicismo.

## Síndrome de Patau
Klaus Patau y sus colaboradores (1960) observaron un niño con graves malformaciones del desarrollo y un cariotipo de 47 cromosomas.
El cromosoma extra tenía un tamaño medio, uno de los acrocéntricos del grupo D, que ahora se denomina cromosoma 13.
La trisomía del 13, que se denomina síndrome de Patau (47, +13). Los niños tienen una característica fisura labio-palatina y polidactilia. Las autopsias han revelado malformaciones congénitas en muchos sistemas orgánicos, indicativas del desarrollo anormal que se produce a las cinco o seis semanas de gestación. El promedio de supervivencia de estos niños es de unos tres meses.
La edad promedio de los padres de niños afectados es mayor que la de los padres de los niños normales, pero no es tan alta como la edad promedio materna en los casos del síndrome de Down. Este caso sólo ocurre en 1 de cada 19 000 nacimientos.

## Síndrome de Edwards
John H. Edwards y sus colaboradores publicaron en 1960 el caso de un niño trisómico para un cromosoma del grupo E, que ahora se sabe es el cromosoma 18. Esta trisomía (47, +18) actualmente se denomina síndrome de Edwards en reconocimiento a su descubridor.
El fenotipo de estos niños ilustra que la presencia de un autosoma extra produce malformaciones congénitas y una menor esperanza de vida. Estos niños son más pequeños de lo normal. Sus cráneos están alargados según el eje antero-posterior y sus orejas son deformes y situadas más bajo de lo normal, presentan el cuello ancho, dislocación congénita de la cadera y el mentón deprimido. El promedio de supervivencia es menos de cuatro meses. La muerte se produce normalmente por neumonía o fallo cardíaco. La edad media materna es alta, los bebés con el síndrome de Edwards son preponderantemente mujeres.

## Viabilidad de las aneuploidías en la especie humana
La viabilidad reducida de los individuos diagnosticados con monosomías y trisomías sugiere que podrían aparecer muchas otras aneuploidías, pero los fetos afectados no llegan a término en la mayoría de los casos.
Los gametos que carecen de un cromosoma son tan anormales funcionalmente que o bien no participan en la fecundación o bien los embriones monosómicos mueren tan tempranamente que su recuperación es muy poco frecuente.
Ciertos estudios revelaban algunos datos estadísticos llamativos[cita requerida]. En la especie humana se estimó que entre el 15% y el 20% de todas las concepciones terminan con abortos debido alguna forma de anomalía cromosómica. Por ejemplo, se estima que un 1% de los embarazos se producen trisomías en el 16, no llegando a ser viables en su mayoría los individuos que la portan. Un 6% de todos los embarazos se inician con un número anormal de cromosomas. Muchos de estos terminan antes del nacimiento.
Se estima ahora que entre el 10% y el 30% de todos los óvulos fecundados tiene algún error en el número de cromosomas[cita requerida].
El mayor porcentaje de anomalías cromosómicas son aneuploidías. Una aneuploidía con una de las incidencias más altas entre abortos es la situación 45, x, que da lugar a niñas con el síndrome de Turner si el feto sobrevive. Entre el 70 % y el 80 % de los abortos y de los nacidos vivos con el síndrome de Turner llevan el cromosoma X materno.[cita requerida]
El error meiótico que da lugar a este síndrome se produce en la espermatogénesis.
Estas observaciones apoyan la hipótesis de que el desarrollo embrionario normal requiere un dotación exacta de cromosomas, que mantienen un delicado equilibrio de la expresión de la información genética. La mortalidad prenatal de la mayoría de las aneuploidías es una barrera contra la introducción en las poblaciones humanas de una serie de anomalías cromosómicas.